# Wols
Wols, pseudonimo di Alfred Otto Wolfgang Schulze (Berlino, 27 maggio 1913 – Parigi, 1º settembre 1951), è stato un pittore, fotografo e grafico tedesco.

## Biografia
Il suo nome d'arte è un acronimo formato dalle iniziali Wolfgang Schulze. Wols è considerato un pioniere ed un esponente di primaria importanza della pittura informale in Europa e del tachisme. Wols era figlio di Alfred Schulze (1878-1929), funzionario e Consigliere del Governo a Berlino e di Eva Battmann. Nel 1919 la famiglia si trasferì a Dresda e poiché il padre era il rappresentante del Ministero nel Consiglio dell'Accademia di Belle Arti, esercitava una certa influenza culturale nella città.
Il giovane Otto entrò in contatto con questo mondo e ne fu affascinato. Nella casa paterna conobbe artisti come Ludwig von Hofmann, Robert Sterl, Conrad Felixmüller e Otto Dix. Nel 1929 morì il padre, questo gli provocò un dolore così forte che lasciò gli studi e si mise a lavorare. Il 14 luglio 1932 con una raccomandazione dell'artista-Bauhaus László Moholy-Nagy arrivò a Parigi dove venne presentato ad Amédée Ozenfant e Fernand Léger. Nel febbraio del 1933 Wols conobbe la figlia del generale rumeno Gheorghe Dabija, Hélène Marguerite Dabija, conosciuta con il nome di Gréty, che fece parte in collaborazione con sua sorella Graziela "Gazelle" Duhamel, del gruppo dei surrealisti. Così conobbe Hans Arp, Alexander Calder, Alberto Giacometti e molti altri artisti.
Nel clima politico mutato dall'ascesa del Nazismo, dopo un breve soggiorno in Germania nel 1933 si trasferì definitivamente in Francia e siccome non ottemperava alle convocazioni del "servizio di lavoro obbligatorio" del Reich fu costretto a scappare ed a nascondersi, prima in Francia poi in Spagna, ma essendo senza documenti, fu considerato disertore ed a più riprese arrestato dalla Polizia. Nel 1936 con l'aiuto di Fernand Léger e Georges-Henri Rivière riuscì ad ottenere un permesso di soggiorno limitato con obbligo di notificazione mensile presso la polizia di Parigi. Cominciò così a guadagnarsi da vivere con la fotografia. Nel 1937 ricevette l'incarico di documentare con un reportage il Pavillon de l'Elégance et de la Parure all'Esposizione Universale di Parigi. Le sue fotografie d'interni e di moda furono vendute come cartoline postali ed anche riprodotte in molte riviste internazionali di moda facendogli acquisire una certa fama.
Dal 30 gennaio al 18 febbraio 1937 i suoi lavori furono esposti pubblicamente per la prima volta ed entrò a far parte dei fotografi della rinomata Galerie de la Pléiade, tra questi i più famosi furono: Ilse Bing, Brassaï, Henri Cartier-Bresson, André Kertész, Lee Miller, Man Ray e Hans Bellmer.
Il 3 settembre 1939 fu arrestato e portato in un campo di concentramento francese. Insieme a Wols furono arrestati ed internati, per i più svariati motivi, tra gli altri: Heinrich Maria Davringhausen, Ernst Engel, Max Ernst, Lion Feuchtwanger, Henri Gowa, Walter Hasenclever, Franz Hessel, Alfred Kantorowicz, Max Lingner, Willy Maywald, Anton Räderscheidt, Max Raphael, Ferdinand Springer, Karl Wilczynski. Durante questo internamento produsse una enorme quantità di acquarelli e di disegni che testimoniano la vita nel campo. Il 29 ottobre 1940 Wols venne rilasciato dopo essersi sposato con Gréty ed essere così diventato cittadino Francese.
Nel 1945 di ritorno a Parigi fece per la prima volta, e contro la sua volontà, una mostra di acquarelli alla galleria di René Drouin. Divenne anche molto amico di Jean-Paul Sartre che lo sostenne, in seguito, sia economicamente che moralmente essendosi ammalato di cirrosi.
L'anno seguente René Drouin diede a Wols una quarantina di tele ed il necessario per poter dipingere dei quadri ad olio ed il 23 maggio 1947 si inaugurò la mostra di queste opere. Fu un grande successo che scioccò il pubblico parigino. Dal 1948 al 1950, malgrado pesanti problemi di salute, e i continui cambiamenti di domicilio, espose a Parigi, Milano e New York. Nel 1951, una infiammazione ai polmoni oltre che la malattia al fegato lo costrinsero ad un ricovero in ospedale. In seguito a questa circostanza morì e fu sepolto il 4 settembre 1951 nel cimitero di Père-Lachaise a Parigi. Dal 1955 al 1964, sue opere verranno esposte postume a documenta 1, 2 e 3 di Kassel.